# اس‌اس امپایر دوک
اس‌اس امپایر دوک (به انگلیسی: SS Empire Duke) یک کشتی بود که طول آن ۴۳۲ فوت ۸ اینچ (۱۳۱٫۸۸ متر) بود. این کشتی در سال ۱۹۴۳ ساخته شد.